# Тракийско дружество „Странджа“
Тракийско дружество „Странджа“ в Бургас е пряк наследник на тракийското дружество „Странджа“, основано през 1896 г. във Варна от Петко Киряков Калоянов, известен с прозвището Капитан Петко войвода.
Дружеството е член на националната организация „Съюз на тракийските дружества в България“.

## Цели
ТД „Странджа“ си поставя следните цели:
- обединение на тракийците и потомците на тракийските бежанци;
- опазване на паметта, наследството и духа на тракийците и техните потомци.